# Bykoviella
Bykoviella es un género de foraminífero bentónico de la subfamilia Bykoviellinae, de la familia Trochamminidae, de la superfamilia Trochamminoidea, del suborden Trochamminina, y del orden Trochamminida. Su especie tipo es Bykoviella chinaria. Su rango cronoestratigráfico abarca el Turoniense (Cretácico superior).

## Discusión
Clasificaciones previas hubiesen incluido Bykoviella en la subfamilia Vialoviinae, así como en el suborden Textulariina del orden Textulariida. Otras clasificaciones lo han incluido en el orden Lituolida.

## Clasificación
Bykoviella incluye a las siguientes especies:
- Bykoviella chinaria
- Bykoviella devonensis
- Bykoviella moesiana